# Uraeotyphlus narayani
La cecilia de Narayan (Uraeotyphlus narayani) es una especie de anfibios gimnofiones de la familia Ichthyophiidae que habita en los Ghats Occidentales, en el estado de Kerala, India.